# Nicola Alexis
Nicola Alexis (Londen) is een Engelse actrice en danseres.
Alexis studeerde drama aan de Mountview Theatre School en aan de De Monfort University. Ze is vooral bekend door haar rol als PC Ruby Buxton in de Britse serie The Bill. Ze verscheen ook in een spin-off van The Bill, namelijk MIT: Murder Investigation Team. Daarnaast deed ze enkele gastoptredens in Britse series, waaronder Holby City, Doctors en EastEnders.
Alexis is vooral actief in het theater. Ze werkte samen met enkele grote theatergroepen zoals Bristol Old Vic, Royal National Theatre & Orange Tree. Ze vertolkte onder meer de rol van Ariel in The Tempest op het Edinburgh Festival. Ze heeft de hoofdrol gespeeld in het theaterstuk Lucky You dat in première ging in 2008 op het Edinburgh Festival.